# Metahewettita
La metahewettita és un mineral de la classe dels òxids que pertany al grup de la hewettita. Rep el nom per la seva relació amb la hewettita i pel seu menor contingut en aigua.

## Característiques
La metahewettita és un òxid de fórmula química CaV₆O16·3H₂O. Cristal·litza en el sistema monoclínic.
Segons la classificació de Nickel-Strunz, la metahewettita pertany a «04.HE: Filovanadats» juntament amb els següents minerals: melanovanadita, shcherbinaïta, hewettita, bariandita, bokita, corvusita, fernandinita, straczekita, häggita, doloresita, duttonita i cavoïta.
Les mostres que van servir per a determinar l'espècie, el que es coneix com a material tipus, es troben conservades a la Universitat Harvard, a Cambridge (Massachusetts, Estats Units), amb el número de registre: 93306, i al Museu Nacional d'Història Natural, l'Smithsonian, situat a Washington DC (Estats Units), amb els números de registre: 93305 a 93308.

## Formació i jaciments
Va ser descoberta al districte miner de Thompsons, dins el comtat de Grand (Utah, Estats Units). També ha estat descrita en molts altres indrets dels estats de Utah, Arkansas, Arizona, Dakota del Sud, Oregon, Nou Mèxic, Nevada i Colorado. Fora dels Estats Units només ha estat trobada al Kazakhstan i al Kirguizstan.